# José Fernando Ramírez
José Fernando Ramírez (5 de maio de 1804 - 4 de março de 1871) foi um ilustre historiador mexicano no século XIX. Ele era um mentor de Alfredo Chavero, que o considerava "o principal dos nossos historiadores".
Ramírez nasceu em Parral, Chihuahua, mas cresceu em Durango, onde se tornou um proeminente político liberal. Depois de se formar em direito por San Luis Gonzaga, ele foi eleito várias vezes para a Câmara dos Deputados e para o Senado. Ele presidiu o Ministério das Relações Exteriores sob três diferentes administrações e tornou-se ministro do Supremo Tribunal de Justiça. Aderiu ao imperador Maximiliano e, depois de sua derrota pelos liberais de Benito Juárez, fugiu para a Europa. 
Ramírez se especializou na história mexicana pré-hispânica e do século XVI e destacou-se como biógrafo. Ele chefiou a Academia Imperial de Ciências e Literatura durante o Segundo Império Mexicano, dirigiu o Museu Nacional (1852) e construiu uma impressionante coleção de documentos históricos. Entre suas obras estão uma sobre Toribio de Benavente Motolinia e várias traduções de códices astecas como o Mapa Quinatzin e o Codex Aubin. Ele foi eleito membro da American Antiquarian Society em 1862. Uma bibliografia de seus escritos sobre a etnomoria mesoamericana aparece no Handbook of Middle American Indians.
Ele morreu em Bonn, Alemanha, em 4 de março de 1871.